# Popularklage
Als Popularklage bezeichnet man eine Klage, die von jemandem erhoben werden kann, der durch die angegriffene Handlung nicht in eigenen Rechten verletzt wird, sondern gleichsam selbst für andere oder die Allgemeinheit handelt, jedoch ohne deren Auftrag.

## Geschichte
Im antiken Athen führte der Reformer Solon zu Beginn des 6. Jahrhunderts v. Chr. die Popularklage ein.

## Deutschland
In Deutschland ist die Popularklage nur in Ausnahmefällen zugelassen; normalerweise ist die Geltendmachung einer Verletzung eigener Rechte unter dem Begriff Klagebefugnis eine Voraussetzung für die Zulässigkeit einer Klage.
Größere praktische Bedeutung hat die Popularklage in der Sonderform der Verbandsklage, in der anerkannte Fachverbände aus Naturschutz und anderen Bereichen eine Klagebefugnis erhalten.

### Bayern
Eine Ausnahme ist die in Art. 98 Satz 4 der Verfassung des Freistaates Bayern (BV) und Art. 55 des Gesetzes über den Bayerischen Verfassungsgerichtshof (VfGHG) für jedermann vorgesehene Möglichkeit, Popularklage beim Bayerischen Verfassungsgerichtshof einzulegen. Dabei kann jede bayerische Rechtsvorschrift dem Bayerischen Verfassungsgerichtshof mit der Behauptung vorgelegt werden, ein in der Landesverfassung garantiertes Grundrecht werde in verfassungswidriger Weise verletzt. Der Verfassungsgerichtshof überprüft das Gesetz dann anschließend auf Übereinstimmung mit dem vollständigen bayerischen Verfassungsrecht und stellt gegebenenfalls dessen Verfassungswidrigkeit fest. Damit wäre das Gesetz nicht mehr anzuwenden.